# Jan Stanisław Witkiewicz
Jan Stanisław Witkiewicz (ur. 24 czerwca 1955 w Zbąszyniu) – polski krytyk muzyczny i baletowy, publicysta, fotograf, kurator.
Od 1978 publikuje w miesięcznikach i tygodnikach kulturalnych. W latach 1994–1998 związany z tygodnikiem Wiadomości Kulturalne (m.in. jako zastępca redaktora naczelnego, Krzysztofa Teodora Toeplitza), przez lata felietonista „Rzeczpospolitej”. Zajmuje się również fotografią artystyczną, a także jest kuratorem licznych wystaw w Polsce, Austrii, Niemczech i na Litwie. Współpracował z Operą Wrocławską. W latach 1980. przebywał na emigracji w Szwajcarii.
Jest członkiem Związku Pisarzy Polskich na Obczyźnie” z siedzibą w Londynie i Stowarzyszenia Dziennikarzy Polskich.
Publikacje książkowe
- Witkacy i Witkiewiczowie, Wydawnictwo Pocublice, Bern 1982
- Alain Bernard – Choreograph und Jazztanz Pädagoge, Edition Pocublice, Bern 1984
- Portrety Witkacego z kolekcji Jana Stanisława Witkiewicza, Wratislavia Cantas, Wrocław 1996, ISBN 83-904406-4-4.
- Życie dla tańca. Rozmowy z Marią Krzyszkowską, Wydawnictwo Iskry, Warszawa 1998, ISBN 83-207-1597-0.
- Balet w Polsce / Ballet in Poland, Wydawnictwo Iskry, Warszawa 1998, ISBN 83-207-1610-1.
- Leksykon operowy, Wydawnictwo Iskry, Warszawa 2000, ISBN 83-207-1641-1.
- W muzycznej przestrzeni, Wydawnictwo Iskry, Warszawa 2002, ISBN 83-207-1688-8.
- Tanzbibliothek und Tanzsammlung Alain Bernard im Schweizer Tanzarchiv / Archives Suisses de la Danse Lausanne. Katalog der Bücher und Zeitschriften. Editions Slatkine, Geneve 2002, ISBN 2-05-101915-0.
- Artystyczna uczciwość. Rozmowa z Ewą Michnik, Wydawnictwo Iskry, Warszawa 2003, ISBN 83-207-1735-3.
- Tańczące figurki z kolekcji Alaina Bernarda, Wydawnictwo Iskry, Warszawa 2004, ISBN 83-207-1766-3.
- Grand jeté, czyli wielki skok. Rozmowa z Witoldem Grucą, Wydawnictwo Iskry, Warszawa 2004, ISBN 83-207-1745-0.
- Akt męski, Galeria w Willi Struvego, Warszawa 2006, ISBN 978-83-923644-0-5.
- Leon Wójcikowski – mistrz tańca, Wydawnictwo Iskry, Warszawa 2007, ISBN 978-83-244-0051-5.
- Tańczące figurki z kolekcji Alaina Bernarda, Galeria Sztuki Współczesnej Winda, Kielce 2007?
- Vladimir Malakhov. Rozmowa z tancerzem stulecia, Wydawnictwo Iskry, Warszawa 2008, ISBN 978-83-244-0081-2.
- Tanzende Figuren aus der Sammlung Alain Bernard. Meisterwerke aus drei Jahrhunderten, St. Pölten 2008
- Als Tänzer ist man nie am Ziel. Vladimir Malakhov im Gespräch mit Jan Stanisław Witkiewicz, Schott, Mainz 2009, ISBN 978-3-7957-0681-4.
- Tanzende Figuren aus den Sammlungen Alain Bernard und Vladimir Malakhov, Bröhan-Museum, Berlin 2009, ISBN 978-3-941588-00-4.
- Ewa Michnik i Opera Krakowska 1980-1995. Dokumentacja, PALMApress, Wrocław 2009, ISBN 83-7076-131-3.
- Kielecki Teatr Tańca, Wydawnictwo Jedność, Kielce 2010, ISBN 978-83-7660-272-1.
- Fanny Elssler zum 200. Geburtstag, St. Pölten 2010
- Sammlung Vladimir Malakhov. Katalog der Bilder / Kolekcja Vladimira Malakhova. Katalog obrazów, St. Pölten – Wrocław 2011
- Zbiory sztuki Vladimira Malakhova, Galeria Sztuki Współczesnej Winda, Kielce 2011
- Miklos Nemeth. Obrazy z kolekcji Petera Lengersdorffa, Galeria Sztuki Współczesnej Winda, Kielce 2011
- Balet romantyczny w grafice / The Romantic Ballet in Prints, Wydawnictwo Iskry, Warszawa 2012, ISBN 978-83-244-0193-2.
- Vladimir Malakhov und das Staatsballett Berlin 2004-2014, Verlag Theater der Zeit, Berlin 2014, ISBN 978-3-943881-70-7.
- Rudolf Nurejew, Wydawnictwo Iskry, Warszawa 2014[2],
- Maria Krzyszkowska. Taniec był moim życiem, Wydawnictwo Iskry, Warszawa 2015, ISBN 978-83-244-0399-8.
- Shoko Nakamura i Wiesław Dudek, Wydawnictwo Iskry, Warszawa 2015, ISBN 978-83-244-0409-4.
- Shoko Nakamura & Wieslaw Dudek, Verlag Theater der Zeit, Berlin 2015 (w języku niemieckim i angielskim)[3], ISBN 978-3-95749-039-1
- Beatrice Knop – Die letzte deutsche Primaballerina / Germany’s Last Prima Ballerina, Verlag Theater der Zeit, Berlin 2016 (w języku niemieckim i angielskim), ISBN 978-3-95749-066-7.
- Rudolf Nurejew. Die Biographie, Verlag Theater der Zeit, Berlin 2016, ISBN 978-3-95749-068-1.
- Malarze tańca: Ernst Oppler, Arthur Grunenberg i Ludwig Kainer / Painters of Dance: Ernst Oppler, Arthur Grunenberg and Ludwig Kainer, Wydawnictwo Iskry, Warszawa 2018 (w języku polskim i angielskim), ISBN 978-83-244-0507-7
- Dinu Tamazlacaru, Verlag Theater der Zeit, Berlin 2019 (w języku niemieckim i angielskim), ISBN 978-3-95749-112-1
- Ostatki Jana Stanisława Witkiewicza (w pierwszej części wywiad-rzeka przeprowadzony przez Grzegorza Chojnowskiego, w drugiej Aneks z wywiadami autorstwa Jana Stanisława Witkiewicza oraz Dziennik muzyczny), Wydawnictwo Iskry, Warszawa 2020, ISBN 978-83-244-1064-4.
- Muzyka i taniec. Wybór tekstów, Oficyna Wydawnicza ATUT, Wrocław 2021, ISBN 978-83-7977-518-7